# Edward Barrett
Edward Edmund Barrett foi um praticante de cabo de guerra, lutas e atletismo do Reino Unido. Nos Jogos Olímpicos de Verão de 1908, fez parte da equipe da Polícia de Londres, que conquistou a medalha de ouro da modalidade. Na mesma edição, conquistou a medalha de bronze na luta livre acima de 73 kg, ficou em quinto na luta greco-romana acima de 93 kg e participou de três eventos do atletismo. Na edição seguinte, Estocolmo 1912, participou da luta greco-romana, não conquistando medalhas.